# Botrychium oneidense
Botrychium oneidense là một loài dương xỉ trong họ Ophioglossaceae. Loài này được Gilbert House mô tả khoa học đầu tiên năm 1905.